# Areso
Areso é um município da Espanha
na província e comunidade autónoma de Navarra. Tem 12,20 km² de área e em 2021 tinha 275 habitantes (densidade: 22,5 hab./km²).

## Demografia
| Variação demográfica do município entre 1991 e 2004 | Variação demográfica do município entre 1991 e 2004 | Variação demográfica do município entre 1991 e 2004 | Variação demográfica do município entre 1991 e 2004 |
| --------------------------------------------------- | --------------------------------------------------- | --------------------------------------------------- | --------------------------------------------------- |
| 1991                                                | 1996                                                | 2001                                                | 2004                                                |
| 277                                                 | 310                                                 | 284                                                 | 296                                                 |